# Hibisceae
Hibisceae je tribus iz porodice sljezovki, dio potporodice Malvoideae. Opisan je 1832.; sastoji se od 29 rodova.

## Rodovi
1. Tribus Hibisceae Rchb.
  1. Radyera Bullock (2 spp.)
  2. Peltaea (J. Presl) Standl. (21 spp.)
  3. Decaschistia Wight & Arn. (14 spp.)
  4. Hibiscus L. (425 spp.)
  5. Hibiscadelphus Rock (8 spp.)
  6. Roifia Verdc. (1 sp.)
  7. Lagunaria (DC.) Rchb. (2 spp.)
  8. Talipariti Fryxell (23 spp.)
  9. Papuodendron C. T. White (2 spp.)
  10. Kosteletzkya J. Presl (27 spp.)
  11. Abelmoschus Medik. (12 spp.)
  12. Senra Cav. (1 sp.)
  13. Wercklea Pittier & Standl. (13 spp.)
  14. Symphyochlamys Gürke (1 sp.)
  15. Megistostegium Hochr. (3 spp.)
  16. Perrierophytum Hochr. (9 spp.)
  17. Humbertiella Hochr. (6 spp.)
  18. Helicteropsis Hochr. (1 sp.)
  19. Humbertianthus Hochr. (1 sp.)
  20. Cenocentrum Gagnep. (1 sp.)
  21. Urena L. (6 spp.)
  22. Malachra L. (8 spp.)
  23. Phragmocarpidium Krapov. (1 sp.)
  24. Rojasimalva Fryxell (1 sp.)
  25. Pavonia Cav. (293 spp.)
  26. Jumelleanthus Hochr. (1 sp.)
  27. Malvaviscus Fabr. (11 spp.)
  28. Anotea (DC.) Kunth (1 sp.)
  29. Woodianthus Krapov. (1 sp.)